# Miranda (satélite)
Miranda é a menor e mais intrigante das grandes luas de Urano. Foi descoberta em 1948 por Gerald Kuiper e que lhe deu este nome em homenagem à personagem Miranda, da tragicomédia A Tempestade de William Shakespeare. Possui menos de 500 km de diâmetro, sendo o segundo menor satélite de formato esférico do Sistema Solar (Mimas de Saturno é o primeiro, com 300 km). Apesar do tamanho, Miranda é o astro de maior albedo na sua região de órbita.

## Características Físicas

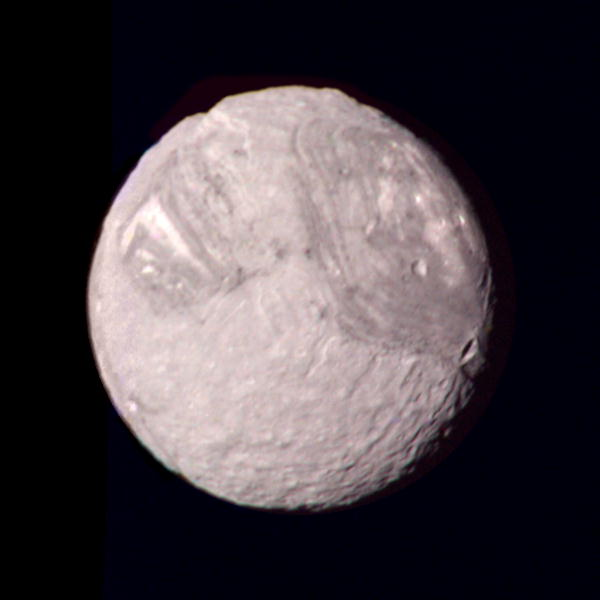
Miranto 3

Miranda tem a superfície mais diversificada, com um relevo bizarramente deformado. Seu ambiente é marcado por depressões e penhascos profundos, zonas cheias de crateras, altas montanhas e planícies suaves. Os picos mais elevados chegam a medir entre 15 e 20 km de altura e as maiores crateras cerca de 60 km de diâmetro. A maior parte desses relevos são estruturas antigas, mas há algumas recentes. Devido a sua estranha topografia, supõe-se que Miranda teria sido atingida por um objeto com metade do volume do satélite e os estilhaços teriam criado os anéis de Urano.

## Verona Rupes
A formação topográfica mais marcante de Miranda é o penhasco de Verona Rupes. Tal anomalia foi descoberta pela sonda Voyager 2, em janeiro de 1986. Segundo análises mais recentes dos cientistas, estima-se que o penhasco de Verona Rupes possua cerca de 20 km de altura, o que o torna o desfiladeiro mais alto já encontrado no Sistema Solar. A título de curiosidade, devido a baixa gravidade do satélite, uma pessoa demoraria cerca 12 minutos saindo do topo até chegar ao fundo do penhasco em queda livre.